# Olga Genkina
Olga Mikhajlovna Genkina (en ruso: О́льга Миха́йловна Ге́нкина; 22 de octubre de 1881, Kaluga-16 de noviembre de 1905, Ivánovo), fue una militante revolucionaria rusa, miembro del Partido Obrero Socialdemócrata de Rusia conocida por su participación en la Revolución de 1905 y como víctima de un brutal asesinato.

## Biografía
Nació en Kaluga el 2 de octubre de 1881. Su padre, de origen judío, era médico.
Al igual que muchas jóvenes de clases acomodadas de su generación, le sedujeron las ideas comunistas y se afilió al Partido Obrero Socialdemócrata de Rusia en 1902. Al año siguiente, se casó con Yemelián Yaroslavski, futuro participante en la Revolución de Octubre de 1917 y miembro del Comité Central del Partido Comunista de la Unión Soviética.
Olga Genkina estudió en el Instituto Médico Femenino de San Petersburgo hasta su expulsión del mismo en febrero de 1904, al ser descubierta en posesión de un libro revolucionario.
Es encarcelada una primera vez, pero su familia paga una fianza muy costosa para liberarla.
En 1905, el partido la mandó a Nizhni Nóvgorod con el fin de organizar la participación de los trabajadores textiles en la revolución. Se la hace prisionera otra vez, pero un levantamiento popular que toma el control de la cárcel le permite escapar.
En noviembre del mismo año, con 24 años y tras desobedecer las órdenes de su hermano, la interceptó la policía en la estación de tren de Ivánovo, de camino a Moscú, con una maleta conteniendo diez revólveres así como munición que se le había encargado entregar a militantes revolucionarios. Murió tras ser golpeada brutalmente después del arresto (recibió al menos doce golpes en la cabeza). Su asesinato se ha atribuido a menudo a las Centurias Negras. Versiones más detalladas de los hechos mencionan que los policías se negaron a encarcelarla como ella pedía, también le impidieron suicidarse con una de las armas que llevaba, y la entregaron a la muchedumbre que la rodeaba (donde se encontraban miembros de las Centurias). Los culpables nunca fueron identificados .

## Posteridad
La escena del asesinato de Olga Genkina se representa en la película Товарищ Арсений (Tovarišč Arsenij) de Ivan Lukinsky (1964).
Una calle en Nizhny Novgorod lleva su nombre.
También lleva su nombre una calle de Ivanovo, así como un parque ubicado cerca del lugar de su asesinato, donde se erigió en 1977 un busto a su efigie.
Una encuesta realizada en 2015 en una muestra de treinta personas de Ivanovo revela que las personas mayores conocen a Olga Genkina y su historia, mientras que es una figura bastante desconocida entre las jóvenes generaciones.